# Adam Stegen
Adam Stegen var en svensk bildsnidare verksam i början av 1700-talet.
Stegen var verksam i trakterna kring Lund i början av 1700-talet. För Örkelljunga kyrka utförde han en altaruppsats där senare en altartavla utförd av Pär Siegård infogades. För kyrkan utförde han även en klockarstol som såldes på auktion 1875.